# Orthorrhynchium elegans
Orthorrhynchium elegans là một loài Rêu trong họ Orthorrhynchiaceae. Loài này được (Hook. f. & Wilson) Reichardt miêu tả khoa học đầu tiên năm 1868.